# Saint-Rémy-des-Monts
Pour les articles homonymes, voir Saint-Rémy.
Saint-Rémy-des-Monts est une commune française, située dans le département de la Sarthe en région Pays de la Loire, peuplée de 705 habitants.
La commune fait partie de la province historique du Maine, et se situe dans le Saosnois.

## Géographie
| Pizieux, Saint-Longis, Mamers | Origny-le-Roux (Orne)  |                        |
| Commerveil                    | Saint-Rémy-des-Monts   | Saint-Pierre-des-Ormes |
| Saint-Vincent-des-Prés        | Saint-Vincent-des-Prés | Saint-Pierre-des-Ormes |

### Climat
Pour des articles plus généraux, voir Climat des Pays de la Loire et Climat de la Sarthe.
En 2010, le climat de la commune est de type climat océanique dégradé des plaines du Centre et du Nord, selon une étude du CNRS s'appuyant sur une série de données couvrant la période 1971-2000. En 2020, Météo-France publie une typologie des climats de la France métropolitaine dans laquelle la commune est exposée à un climat océanique altéré et est dans la région climatique  Normandie (Cotentin, Orne), caractérisée par une pluviométrie relativement élevée (850 mm/a) et un été frais (15,5 °C) et venté. 
Pour la période 1971-2000, la température annuelle moyenne est de 10,4 °C, avec une amplitude thermique annuelle de 14,4 °C. Le cumul annuel moyen de précipitations est de 707 mm, avec 11,6 jours de précipitations en janvier et 7,4 jours en juillet. Pour la période 1991-2020, la température moyenne annuelle observée sur la station météorologique de Météo-France la plus proche, « Commerveil_sapc », sur la commune de Commerveil à 3 km à vol d'oiseau, est de 11,9 °C et le cumul annuel moyen de précipitations est de 712,2 mm,. Pour l'avenir, les paramètres climatiques de la commune estimés pour 2050 selon différents scénarios d'émission de gaz à effet de serre sont consultables sur un site dédié publié par Météo-France en novembre 2022.

## Urbanisme

### Typologie
Au 1er janvier 2024, Saint-Rémy-des-Monts est catégorisée commune rurale à habitat dispersé, selon la nouvelle grille communale de densité à sept niveaux définie par l'Insee en 2022.
Elle est située hors unité urbaine. Par ailleurs la commune fait partie de l'aire d'attraction de Mamers, dont elle est une commune de la couronne,. Cette aire, qui regroupe 21 communes, est catégorisée dans les aires de moins de 50 000 habitants,.

### Occupation des sols
L'occupation des sols de la commune, telle qu'elle ressort de la base de données européenne d’occupation biophysique des sols Corine Land Cover (CLC), est marquée par l'importance des territoires agricoles (91,6 % en 2018), en diminution par rapport à 1990 (92,7 %). La répartition détaillée en 2018 est la suivante : 
terres arables (80 %), prairies (11,7 %), zones urbanisées (6,3 %), zones industrielles ou commerciales et réseaux de communication (2 %). L'évolution de l’occupation des sols de la commune et de ses infrastructures peut être observée sur les différentes représentations cartographiques du territoire : la carte de Cassini (XVIIIe siècle), la carte d'état-major (1820-1866) et les cartes ou photos aériennes de l'IGN pour la période actuelle (1950 à aujourd'hui).

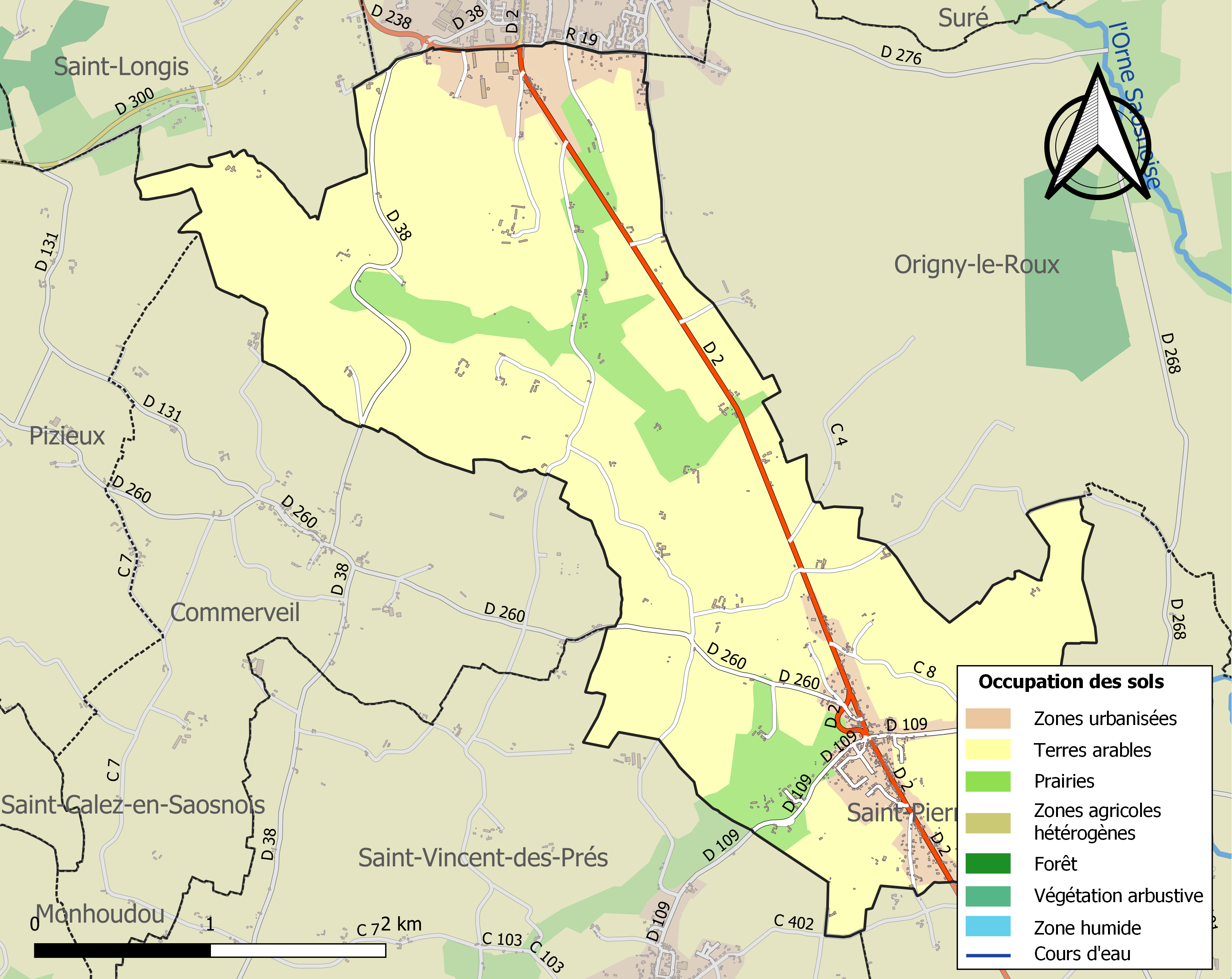
Carte des infrastructures et de l'occupation des sols de la commune en 2018 (CLC).

## Toponymie
D’après Taverdet, son toponyme s’écrivait de Montibus au XIIe siècle, ce qui signifiait « des monts ». Les monts en question pourraient être les reliefs qui culminent à 143 m au Nord-Ouest de la commune et à 124 m au Nord, à moins qu’il ne s’agisse de la corniche qui domine la vallée de la Dive d’une trentaine de mètres et dont l’altitude atteint 108 m au centre du village. Quant à Rémy, qui fut disciple de Saint-Martin et évêque de Reims, il devint célèbre pour avoir baptisé Clovis et, par la même occasion, toute son armée. Partant de là, les rois de France vont propager son culte à partir du XIIIe siècle, cherchant des villages auxquels le dédier : ce fut probablement les cas « des monts » en question qui n’avaient alors qu’un toponyme païen.
Le gentilé est Rémymontais.

## Histoire
Le bourg était desservi, de 1898 à 1947, par une ligne de chemin de fer secondaire à voie métrique des Tramways de la Sarthe, qui le reliait à Mamers et au Mans.

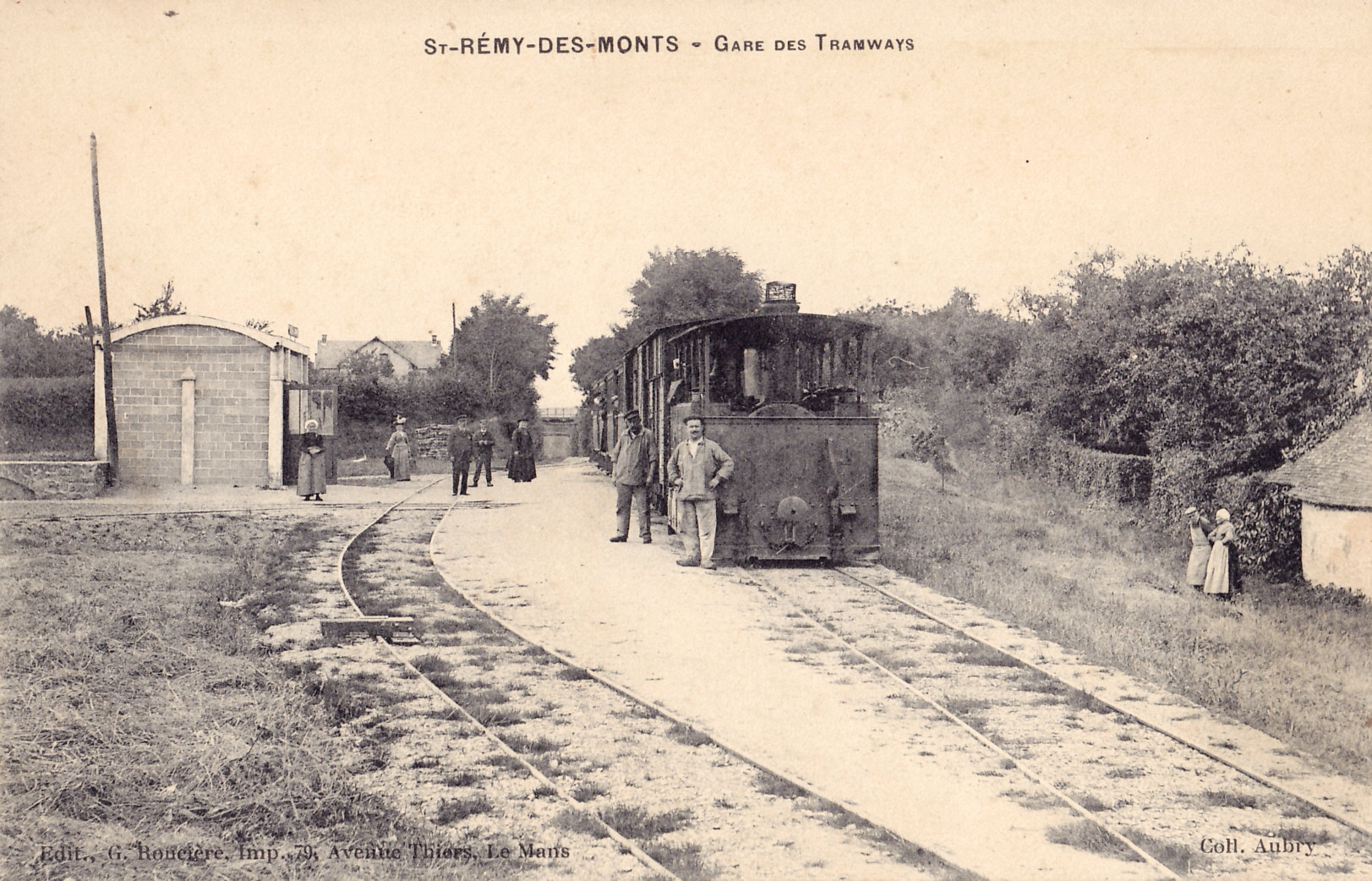
Gare des tramways de Saint-Rémy-des-Monts, avant 1914.

## Politique et administration
| Période                                  | Période   | Identité          | Étiquette | Qualité |
| ---------------------------------------- | --------- | ----------------- | --------- | ------- |
| avant 1988                               | 1989      | Jean Bouttier     |           |         |
| 1989                                     | mars 2008 | Jacques Levêque   |           |         |
| mars 2008                                | mars 2014 | André Poirier     | SE        |         |
| mars 2014                                | En cours  | Philippe Chartier | SE        |         |
| Les données manquantes sont à compléter. |           |                   |           |         |

Le nombre d'habitants, au dernier recensement, étant compris entre 500 et 1499, le nombre de membres du conseil municipal est de 15.

## Population et société

### Démographie
L'évolution du nombre d'habitants est connue à travers les recensements de la population effectués dans la commune depuis 1793. Pour les communes de moins de 10 000 habitants, une enquête de recensement portant sur toute la population est réalisée tous les cinq ans, les populations de référence des années intermédiaires étant quant à elles estimées par interpolation ou extrapolation. Pour la commune, le premier recensement exhaustif entrant dans le cadre du nouveau dispositif a été réalisé en 2006.
En 2022, la commune comptait 705 habitants, en évolution de +2,32 % par rapport à 2016 (Sarthe : −0,25 %, France hors Mayotte : +2,11 %).
Saint-Rémy-des-Monts a compté jusqu'à 1 163 habitants en 1846.
| 1793 | 1800 | 1806 | 1821 | 1831  | 1836  | 1841  | 1846  | 1851  |
| ---- | ---- | ---- | ---- | ----- | ----- | ----- | ----- | ----- |
| 841  | 833  | 906  | 904  | 1 036 | 1 067 | 1 075 | 1 163 | 1 094 |

| 1856  | 1861  | 1866  | 1872  | 1876 | 1881 | 1886 | 1891 | 1896 |
| ----- | ----- | ----- | ----- | ---- | ---- | ---- | ---- | ---- |
| 1 086 | 1 031 | 1 055 | 1 008 | 972  | 891  | 817  | 845  | 806  |

| 1901 | 1906 | 1911 | 1921 | 1926 | 1931 | 1936 | 1946 | 1954 |
| ---- | ---- | ---- | ---- | ---- | ---- | ---- | ---- | ---- |
| 811  | 791  | 740  | 625  | 631  | 591  | 592  | 570  | 596  |

| 1962 | 1968 | 1975 | 1982 | 1990 | 1999 | 2006 | 2011 | 2016 |
| ---- | ---- | ---- | ---- | ---- | ---- | ---- | ---- | ---- |
| 587  | 563  | 502  | 566  | 627  | 645  | 690  | 678  | 689  |

| 2021 | 2022 | - | - | - | - | - | - | - |
| ---- | ---- | - | - | - | - | - | - | - |
| 699  | 705  | - | - | - | - | - | - | - |

## Culture locale et patrimoine

### Lieux et monuments

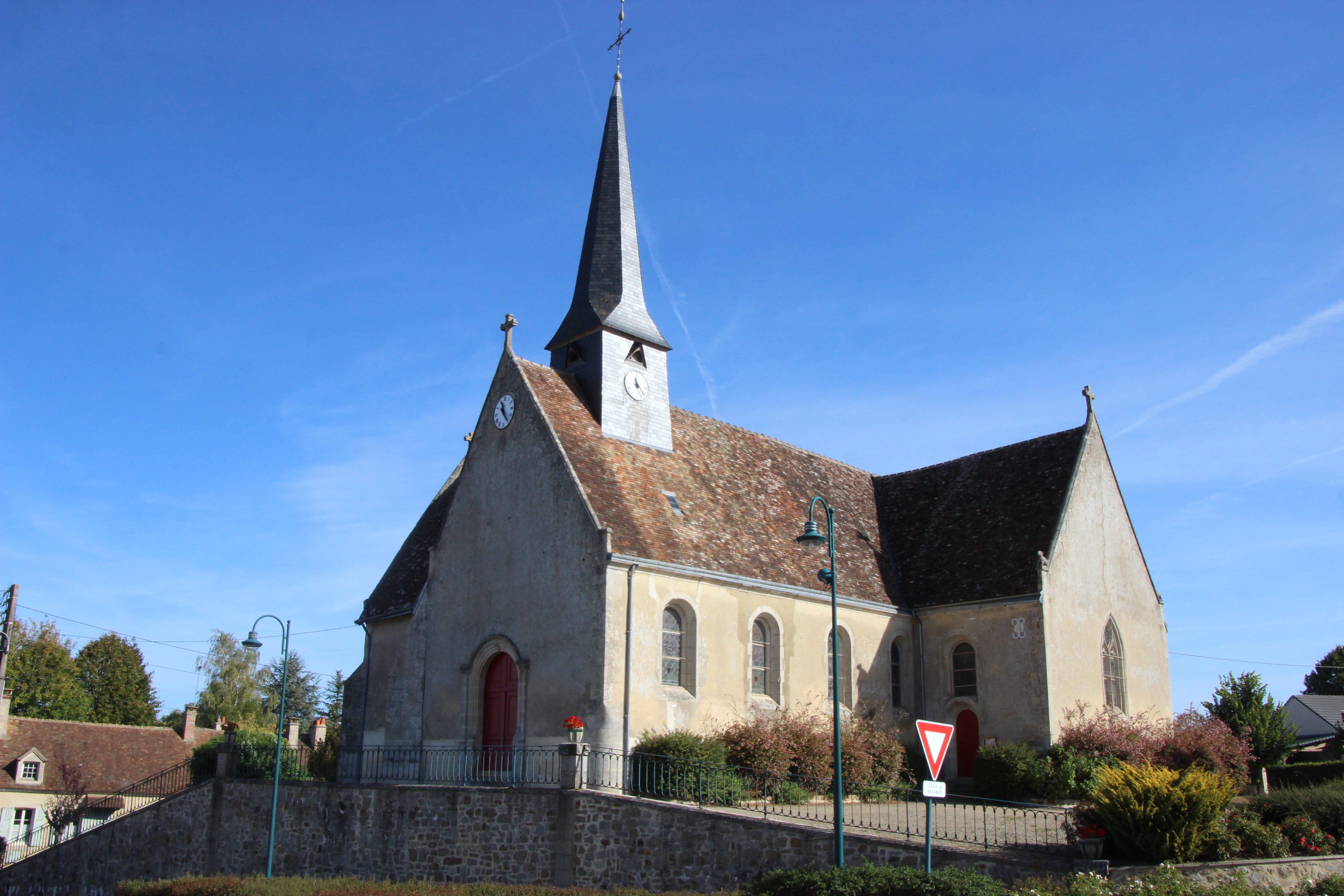
L'église Saint-Rémy.

- Château de la Cour du Bois des XVIe et XIXe siècles avec une chapelle seigneuriale.
- Manoir de Planches du XVe au XIXe siècle. Chapelle de 1640 et puits à dôme à proximité.
- Église Saint-Rémy des XIe et XVIe siècles. Vitraux du XXe siècle. Retable de la chapelle Saint-Julien du XVIIe siècle.
- Moulin à tan construit en 1823 par les sieurs Jousselin fils, Delorme et Foulard, tanneurs à Mamers.
- Moulin Neuf ou petit moulin de Contres : moulin à blé connu au XVIe siècle, avec une roue à augets de 4 mètres de diamètre. Encore en activité en 1910.
- Moulin de Contres avec une roue à augets de 2,10 mètres de diamètre. Encore en activité en 1951.
- Moulin à blé de Contrelle. En activité en 1951.
- Moulin de la Chapelle. En activité à la fin du XIXe siècle.
- Moulin à blé de Feu Richard : en activité à la fin du XIXe siècle.

### Personnalités liées à la commune
- Clémence de Reiset, vicomtesse de Grandval, née au château de la Cour du Bois le 21 janvier 1828, décédée à Paris le 15 janvier 1907, compositrice[22], pianiste et cantatrice, reconnue de son temps, mais dont les œuvres tombent dans l'oubli à l'exception de son concerto pour Hautbois qui sera donné comme concours au Conservatoire. Depuis la fin du XXème Siècle, sa musique renait grâce à quelques interprètes. Etant donné la richesse de la production musicale de Clémence de GRANDVAL, et de l'intérêt grandissant pour les compositrices du passé, sa redécouverte devrait se développer dans les années qui viennent. Ainsi en 2024, Michel PIQUEMAL avec le Chœur VITTORIA d'Ile de France vient de publier en CD son STABAT MATER (Hortus 2024).